# 社頂
社頂，臺灣地名，位於今屏東縣恆春鎮墾丁里，為排灣族社頂部落所在地，因地居琅𤩝十八社之中最高處而得名，舊稱龜仔甪、龜阿𠯿、龜仔律、龜朥律或龜角六，均源自臺灣話對排灣語地名的音譯。

## 族群
在排灣族傳統領域所劃的範圍中，社頂是自恆春鎮的東海岸向西至龍鑾潭，由北自門馬羅山向南至墾丁海岸及鵝鑾鼻半島。由於地處恆春半島的邊陲地帶，使清廷採取禁止漢人移墾為政策，直到1867年（同治六年）發生羅發號事件，之後又於1874年（同治十三年）再發生牡丹社事件，此後的清廷才開始改變政策，積極對當地進行開發、招墾、治理等多項措施，逐漸地使得社頂原本只有居住之排灣族族人，因此出現了閩南、客家、阿美等族群移入，人口大增。

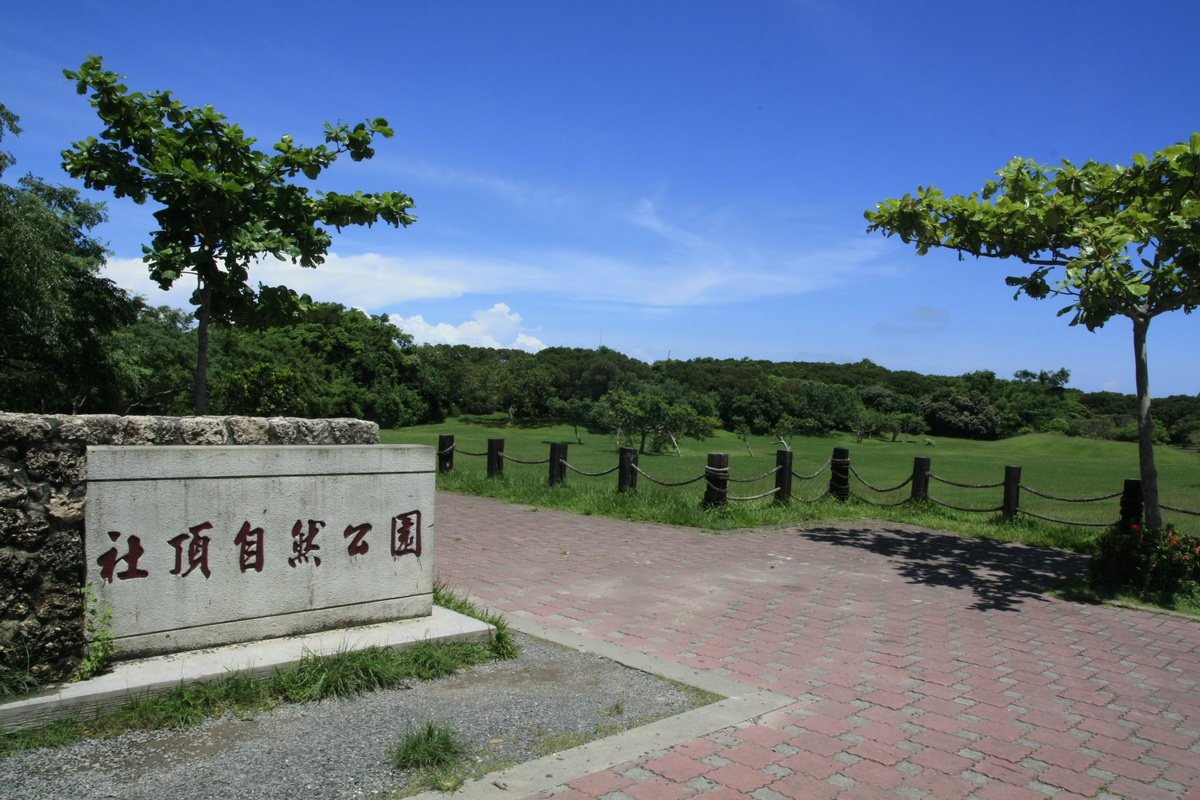
社頂自然公園。

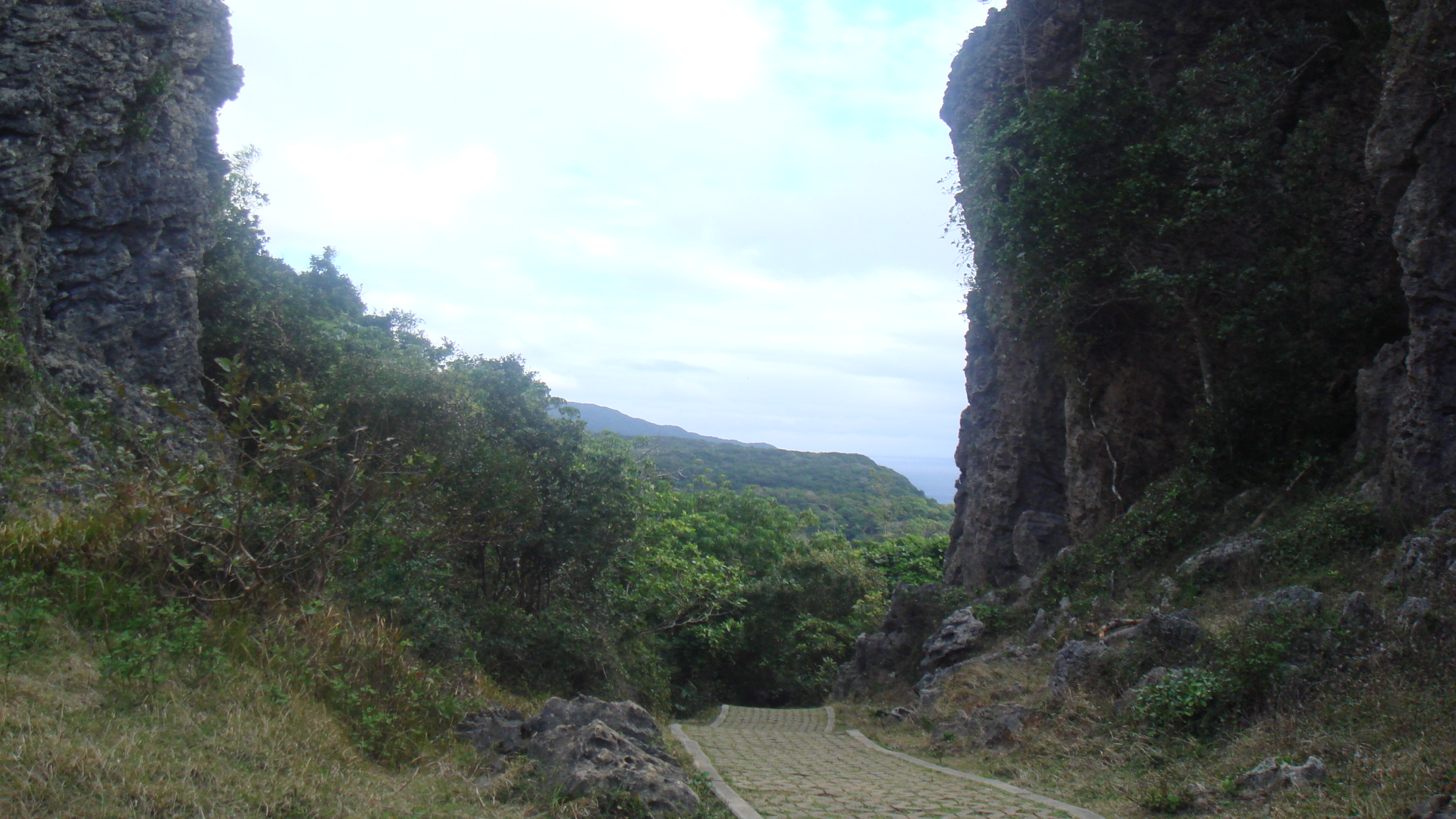
社頂自然公園珊瑚礁岩

## 生態
在墾丁國家公園管理處的規劃下，將社頂的居民自原居住地遷出，劃設出面積廣達128.7公頃的社頂自然公園，以高位珊瑚礁生態及開闊的視野為主要特色。社頂的地質屬於更新世的石灰岩，主要由珊瑚、有孔蟲、石灰藻及貝殼所組成，歷經長久淋洗而形成中性偏酸的砂質壤土。由於當地的氣候乾濕季分明，且秋末至春初有強烈的落山風吹拂，因此生長於珊瑚礁岩塊頂端植披多呈匍匐狀；岩塊窪地中之樹木則可能出現板根特徵。